# تشارلز ر. أير
تشارلز ر. أير هو سياسي كندي، ولد في 22 ديسمبر 1819، وتوفي في 12 أبريل 1889.